# Hemerochorie

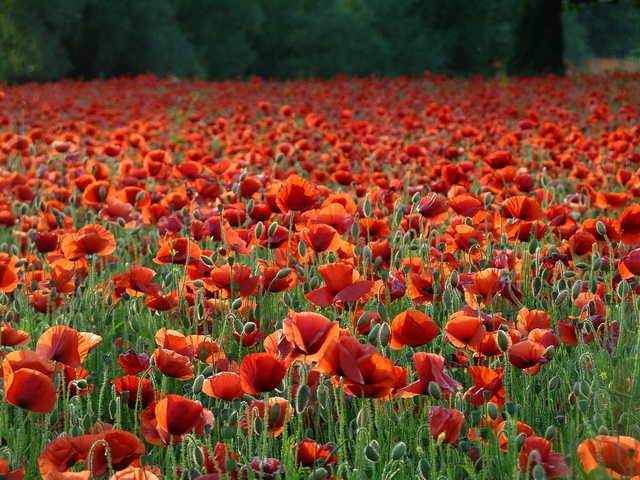
De grote klaproos is een hemerochore plant, die tot de archeofyten wordt gerekend

Hemerochorie (Oudgrieks ἥμερος, hemeros: 'tam, veredeld, verbouwd, gecultiveerd' en Grieks χωρίς choris: afgescheiden, afgezonderd) is, vooral op het Europese continent, de verspreiding van "cultuurplanten".
Anthropochorie wordt vaak als synoniem gebruikt, maar betekent niet precies hetzelfde. Anthropochorie is de verspreiding door de mens. Zo is de verspreiding door dieren geen anthropochorie, maar wel hemerochorie, omdat huisdieren bij de mens behoren. 

## Indeling hemerochore planten
Veel van de Midden-Europese cultuur- en sierplantsoorten zijn voor zover ze verwilderd (ingeburgerd) zijn hemerochore plantensoorten.

### Volgens de manier van invoering
Hemerochore planten worden onder andere naar de manier van invoering ingedeeld in bijvoorbeeld:
- Ethelochorie: de bewuste invoering door zaaizaad of jonge planten
- Speirochorie: de onbedoelde invoering door verontreinigd zaadgoed. Voorbeelden zijn de echte kamille en de korenbloem.
- Agochorie: de invoering door onbedoeld transport met onder andere schepen, treinen en auto's. In havengebieden, stations en spoorwegen komen deze planten vaak voor.

### Volgens de chronologische indeling
- Archeofyten zijn hemerochore planten die zich reeds in de prehistorie vóór 1492 (ontdekking van Zuid-Amerika door Christoffel Columbus) hebben gevestigd.
- Neofyten zijn hemerochore planten die na 1492 zijn ingeburgerd.